# Yungblud
Yungblud, pseudonimo di Dominic Richard Harrison (Doncaster, 5 agosto 1997), è un cantautore britannico.

## Biografia
Figlio di Samantha e Justin Harrison, Dominic è nato e cresciuto a Doncaster (South Yorkshire). Ha due sorelle più giovani, Jemima e Isabella "Izzy" Harrison. Sa suonare la chitarra, il pianoforte, la batteria e il tamburello. Suo nonno si esibì con i T. Rex negli anni settanta. Yungblud ha studiato teatro alla Arts Educational Schools di Londra, e ha recitato in Emmerdale e The Lodge prima di iniziare la sua carriera musicale.

## Carriera

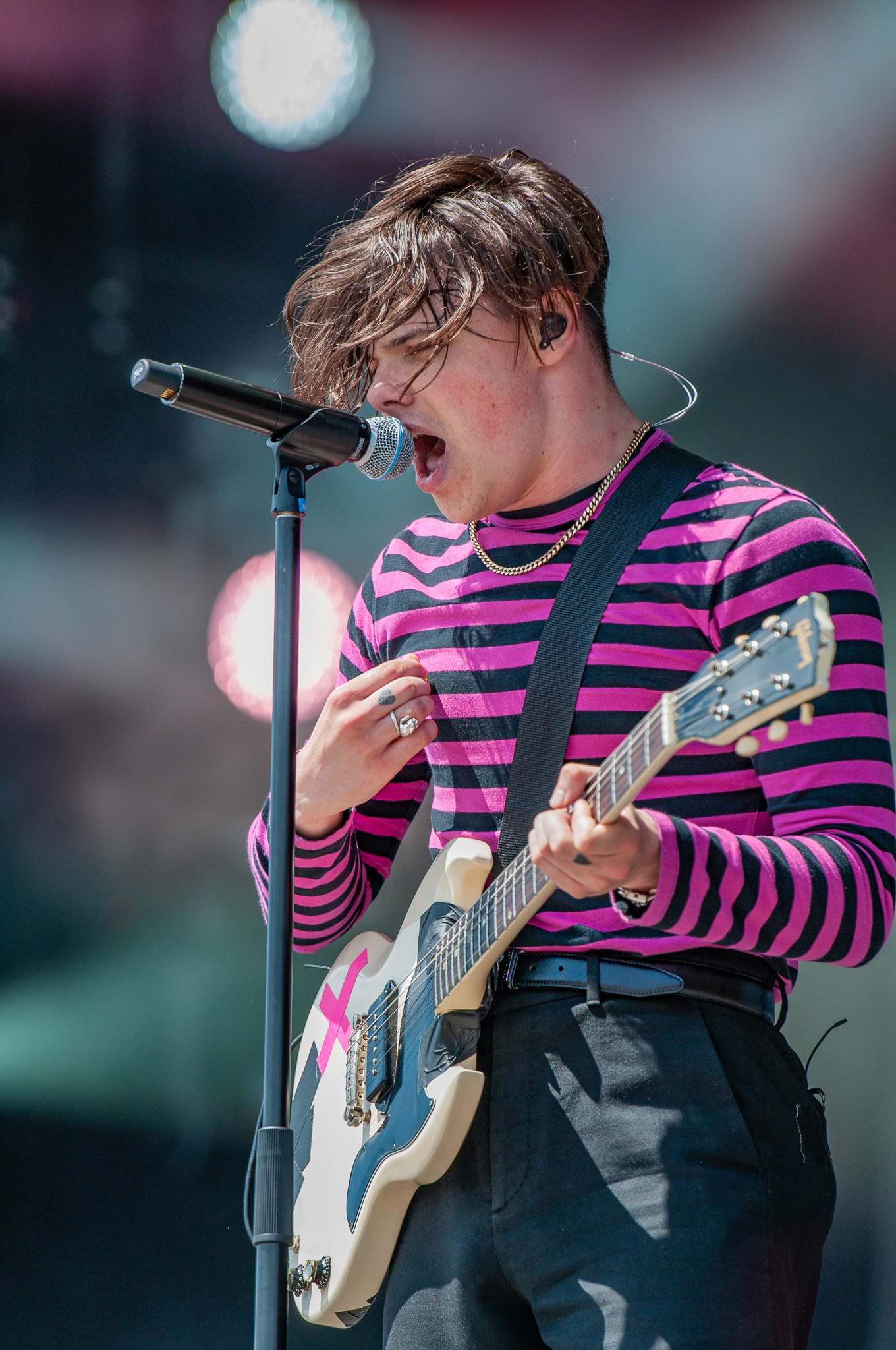
Yungblud nel 2018

### 2017-2018:Yungblud
Yungblud si è espresso attraverso la sua musica come un "artista socialmente consapevole che non ha paura di offrire canzoni di protesta". Il 7 aprile 2017 ha pubblicato il suo singolo di debutto King Charles, insieme al video musicale su YouTube. Il 15 settembre 2017 Yungblud ha pubblicato I Love You, Will You Marry Me, nella quale descrive la vera storia di un uomo di nome Jason che chiese a una donna di nome Clare Middleton di sposarlo attraverso i graffiti su Park Hill che finì per essere pesantemente commercializzata e sfruttata dai proprietari di appartamenti, ma la donna morì e l'uomo diventò senzatetto. Il 10 novembre 2017 ha pubblicato Tin Pan Boy, il cui video musicale è stato distribuito tre giorni dopo. Il 19 gennaio 2018 Yungblud ha raccolto questi tre brani nel suo primo EP, YUNGBLUD, che contiene inoltre i singoli Anarchist e Polygraph Eyes, quest'ultimo in particolare riguarda la violenza sessuale sulle ragazze. Il lyric video del brano è stato pubblicato su YouTube il 20 febbraio 2018, mentre il video musicale è stato pubblicato il 14 marzo 2018. Tra il 12 e il 30 marzo 2018 ha fatto da supporto a K.Flay durante il suo tour Everywhere Is Somewhere.

### 2018–2019:21st Century LiabilityeThe Underrated Youth
Il 10 maggio 2018 ha annunciato che Tin Pan Boy e Falling Skies, collaborazione con Charlotte Lawrence, avrebbero fatto parte della colonna sonora della seconda stagione della serie Netflix Tredici.
Il 6 luglio 2018 Yungblud ha pubblicato il suo primo album, 21st Century Liability. Il 10 agosto 2018 ha pubblicato un EP, YUNGBLUD (Unplugged) contenente la versione acustica di sette canzoni tratte dall'album. Dal 20 settembre 2018 al 20 aprile 2019 Yungblud è stato in tour per il suo album di debutto.
Il 17 gennaio 2019 ha pubblicato il singolo Loner insieme al video musicale su YouTube. Il 14 febbraio 2019 ha pubblicato il singolo 11 Minutes insieme ad Halsey e Travis Barker dei Blink-182. La canzone ha aiutato Yungblud a guadagnare molta più attenzione su YouTube, aiutando il suo fandom in crescita. A partire da luglio 2019, il video musicale di "11 Minutes" è il video più visto di Yungblud su YouTube, con oltre 55 milioni di visualizzazioni. Ha pubblicato il suo primo album live Yungblud (Live in Atlanta) il 22 marzo 2019. Il 3 maggio 2019 ha iniziato il tour Don't Wanna Be a Loner, che ha concluso il 31 agosto 2019. "Parents", originariamente intitolato Parents Ain't Always Right, è stato il primo brano dell'EP The Underrated Youth ad essere pubblicato. È stato pubblicato il 24 maggio 2019 ed è stato descritto da Yungblud come "un tributo all'individualismo". I Think I'm Okay è stato pubblicato da Machine Gun Kelly, Yungblud e Travis Barker il 7 giugno 2019, e il video musicale il 14 giugno 2019. Il pezzo è attualmente il brano di Yungblud più ascoltato sulla piattaforma di streaming Spotify.
Il 26 luglio 2019 è stata pubblicata la colonna sonora del film Fast & Furious: Hobbs & Shaw, che contiene la cover di Yungblud di Time in a Bottle di Jim Croce. Il 29 luglio 2019 Yungblud ha pubblicato il singolo Hope For the Underrated Youth. Il 18 agosto 2019 ha annunciato il singolo Die a Little, pubblicato io 23 agosto 2019. Il brano fa parte della colonna sonora della terza stagione della sopracitata serie Tredici. Il 24 settembre 2019 il video musicale di Hope For the Underrated Youth è stato pubblicato su YouTube. "Original Me", collaborazione con Dan Reynolds degli Imagine Dragons è stato pubblicato il giorno 8 ottobre 2019, mentre il video musicale è stato pubblicato due giorni dopo. La data di pubblicazione dell'EP The Underrated Youth era stata prevista per il giorno 11 ottobre 2019, ma Yungblud ha deciso di spostare la data più in avanti in seguito a dei dubbi riguardo ad una canzone dell'EP non specificata (è stato poi confermato dal cantante che si trattava del brano Casual Sabotage). The Underrated Youth è stato pubblicato il giorno 18 ottobre 2019.
Il 17 maggio 2019 Yungblud ha annunciato che avrebbe pubblicato un fumetto intitolato Twisted Tales of the Ritalin Club, al quale aveva lavorato per un anno.
Il 13 novembre 2019 Yungblud, Blackbear e Marshmello hanno pubblicato la loro collaborazione Tongue Tied, insieme al video musicale.

### 2020-2021:Weird!
Il 22 aprile 2020 Yungblud ha pubblicato il singolo Weird!, descritto come "l'inizio di una nuova era" dai fan e dall'artista stesso. Il video musicale è stato pubblicato su YouTube il 27 aprile 2020.
Il 25 giugno 2020, attraverso il terzo episodio del suo YUNGBLUD Show ha annunciato l'uscita del secondo capitolo del suo fumetto Twisted Times at the Ritalin Club.
Dopo aver cancellato tutti i post dal suo profilo Instagram, il 7 luglio 2020 Yungblud ha annunciato il suo nuovo singolo, Strawberry Lipstick, uscito il 16 luglio 2020.
Il 14 agosto 2020 Yungblud ha pubblicato il singolo Lemonade, una collaborazione con l'artista Denzel Curry.
Il 17 settembre 2020, con il lancio del singolo God Save Me, But Don't Drown Me Out, ha annunciato l'uscita del suo secondo album in studio Weird!. Il 30 dello stesso mese è uscita la versione deluxe dell'album Tickets to My Downfall di Machine Gun Kelly, contenente Body Bag, collaborazione con Yungblud e Bert McCracken, cantante della band The Used.
Il 9 ottobre 2020 ha pubblicato il singolo promozionale Cotton Candy, seguito da Mars il 27 ottobre successivo.
Il suo secondo album, Weird!, è stato quindi pubblicato il 4 dicembre 2020 e contiene 13 tracce tra cui una collaborazione con Machine Gun Kelly e Travis Barker.
Il 29 gennaio 2021, viene pubblicata una versione esclusiva solo per le piattaforme digitali di Weird!, contenente il brano Parents come seconda traccia dell'album.

### 2021-2023:Yungblud
Dopo più di un anno di assenza dagli spettacoli live, l'artista riprende le sue performance dal vivo il 25 giugno 2021, nel locale Whiskey A Go Go, situato a Los Angeles. Durante la serata, il cantante si esibisce in anteprima con la canzone Fleabag. Il brano è stato pubblicato, in seguito, il 19 agosto 2021 e viene annunciato, durante i primi giorni del mese, dal cantante stesso attraverso l'eliminazione della maggior parte dei suoi post su Instagram; 19 erano i post rimanenti, con la didascalia modificata, contenente ciascuno una lettera formante la frase principale della canzone: Nobody Loves Me at All. Successivamente all'uscita del singolo, i post eliminati vengono tutti quanti ripristinati, quindi visibili di nuovo sul profilo Instagram.
Dopo l'uscita della canzone, Yungblud, in un'intervista, dichiara che i suoi prossimi due album in studio pronti per essere lanciati, anche se non verrà più pubblicata ulteriore musica nuova.
Il 26 febbraio 2022, durante la tappa a Milwaukee del suo Life On Mars? World Tour, Dominic scivola di schiena sul palco durante una delle esibizioni finali e ciò gli comporterà una frattura. Nonostante ciò, il cantante col suo team decidono di non annullare il tour; la sera successiva all'incidente, Yungblud si esibisce per tutta la durata del concerto seduto su una sedia, senza modificarne la scaletta.
Il 4 marzo 2022, Harrison rimuove da tutti i suoi canali social l'immagine profilo e annuncia l'arrivo di nuova musica (quindi una nuova canzone), dando inizio alla sua nuova era musicale. Due giorni dopo, svela il titolo della canzone, The Funeral, pubblicata l'11 marzo.
Il 6 maggio viene pubblicata la canzone Memories, in collaborazione con Willow Smith. Il 17 maggio annuncia l'uscita del terzo album Yungblud prevista per il 2 settembre 2022. Il 29 giugno esce il singolo Don't Feel Like Feeling Sad Today. Il 5 agosto 2022, giorno del suo compleanno pubblica il singolo The Emperor, presentato in anteprima due anni prima, durante il terzo episodio di The YUNGBLUD Show ma già noto al pubblico a seguito di diverse esibizioni live della canzone.
Il 2 settembre 2022 esce il terzo album in studio Yungblud.
Il 4 novembre collabora al singolo di Avril Lavigne I'm a Mess.

### 2024-presente:Idols
Il 20 giugno 2025 viene pubblicato dalla Locomotion Recordings e dalla Capitol Records il quarto album in studio di Yungblud, intitolato Idols. L'album, a cui Harrison ha lavorato per quasi quattro anni dal 2021 al 2025, stabilisce un netto cambio di rotta nella sua musica, lasciandosi alle spalle le sonorità hip hop e punk delle prime produzioni per concentrarsi più sulle sue influenze musicali principali, come The Verve, Oasis, David Bowie, e altri celebri artisti delle correnti rock and roll, glam rock e britpop.
Il 5 luglio 2025 partecipa al concerto d'addio dei Black Sabbath e di Ozzy Osbourne Back to the Beginning, al Villa Park di Birmingham, reinterpretando insieme a un supergruppo formato da Nuno Bettencourt, Frank Bello degli Anthrax, Adam Wakeman e II degli Sleep Token il celebre brano dei Sabbath Changes. Definita da Harrison «il più grande momento della mia intera vita», l'esibizione ha ricevuto sia il plauso di Osbourne stesso, buon amico di Harrison, che della critica. La registrazione della cover è stata successivamente pubblicata come singolo, e dopo la morte di Ozzy Osbourne, avvenuta poche settimane dopo lo spettacolo, Yungblud ha dichiarato che avrebbe reinterpretato la canzone durante tutti i suoi futuri concerti.

## Influenze
Yungblud ha dichiarato che le sue più grandi influenze sono David Bowie, The Cure, The Beatles, Lady Gaga, Bob Dylan, Arctic Monkeys, My Chemical Romance, Ozzy Osbourne, Eminem e The Clash.

## Vita privata
Parlando della sua sessualità in un'intervista nel dicembre 2020 con la rivista Attitude, Yungblud ha dichiarato di essere pansessuale e poliamoroso. Harrison ha inoltre aggiunto: "sono andato a Londra per liberarmi, per essere libero di mettere lo smalto, per avere rapporti sessuali con uomini, per provare di tutto, per soddisfare ogni mia fantasia e capire chi sono davvero." In un'intervista con la rivista The Guardian nel novembre del 2020 Harrison è tornato a sottolineare questo concetto della sua vita privata, dichiarando che: "solo perché le mie ultime tre relazioni sono state con donne non vuol dire che ieri notte non abbia fatto sesso con un uomo."
Tra novembre 2018 e settembre 2019 è stato sentimentalmente legato alla cantante e compositrice statunitense Halsey. Nell'aprile del 2021 ha dichiarato ufficialmente di avere una relazione con la cantautrice Jesse Jo Stark, con cui si frequentava privatamente già dal 2020. Ha dichiarato all’Indipendence, il 20 marzo 2025, di aver messo in pausa la sua relazione.
Da bambino a Yungblud è stato diagnosticato l'ADHD, il che ha causato molti problemi nella sua vita da studente. Per questo motivo gli era stata prescritta una cura a base di Ritalin, medicinale a cui fa riferimento in alcune sue canzoni come California e Anarchist, rifiutato però dall'artista, in quanto lo "privava" della sua personalità.
Harrison è molto coinvolto nei movimenti a favore dei diritti della comunità LGBT e contrari ad ogni forma di razzismo e/o discriminazione.
Yungblud ha dichiarato di soffrire di attacchi di panico e depressione, e di avere tentato il suicidio dopo che diversi eventi, sia positivi che estremamente negativi, si susseguirono durante i primi anni della sua carriera.
Nell'agosto 2023, a seguito dell'uscita del suo singolo Hated, rivela che all'età di 7 anni è stato vittima di abusi sessuali da parte del suo pediatra.

## Discografia

### Album in studio
- 2018 – 21st Century Liability
- 2020 – Weird!
- 2022 – Yungblud
- 2025 – Idols

### Album dal vivo
- 2019 – Yungblud (Live in Atlanta)

### EP
- 2018 – Yungblud
- 2018 – Yungblud (Unplugged)
- 2019 – The Underrated Youth

### Raccolte
- 2020 – A Weird! AF Halloween
- 2021 – A Weird! AF Valentine's Day
- 2021 – Hi! Nice to Meet Ya

### Singoli
- 2017 – King Charles
- 2017 – I Love You, Will You Marry Me
- 2017 – Tin Pan Boy
- 2018 – Falling Skies (feat. Charlotte Lawrence)
- 2018 – Polygraph Eyes
- 2018 – 21st Century Liability
- 2018 – Psychotic Kids
- 2018 – California
- 2018 – Medication
- 2018 – Kill Somebody
- 2019 – Loner
- 2019 – 11 Minutes (con Halsey feat. Travis Barker)
- 2019 – Parents
- 2019 – I Think I'm Okay (con Machine Gun Kelly e Travis Barker)
- 2019 – Time in a Bottle
- 2019 – Hope for the Underrated Youth
- 2019 – Die A Little
- 2019 – Original Me (feat. Dan Reynolds)
- 2019 – Tongue Tied (con Marshmello e Blackbear)
- 2020 – Weird!
- 2020 – Strawberry Lipstick
- 2020 – Lemonade (feat. Denzel Curry)
- 2020 – Obey (con i Bring Me the Horizon)
- 2020 – God Save Me, But Don't Drown Me Out
- 2020 – Cotton Candy
- 2020 – Mars
- 2020 – Acting like That (feat. Machine Gun Kelly)
- 2021 – Life on Mars? (cover di David Bowie)
- 2021 – Fleabag
- 2022 – The Funeral
- 2022 – Memories (feat. Willow)
- 2022 – Don't Feel Like Feeling Sad Today
- 2022 – The Emperor
- 2022 – Tissues
- 2023 – Mad
- 2023 – Lowlife
- 2023 – Hated
- 2023 – Happier (feat. Oli Sykes)
- 2024 – Abyss
- 2024 – Breakdown
- 2025 – Hello Heaven, Hello
- 2025 – Lovesick Lullaby
- 2025 – Zombie
- 2025 – Changes (Live from Villa Park) (feat. Nuno Bettencourt, Frank Bello, Adam Wakeman, II)

### Collaborazioni
- 2021 – Patience (KSI feat. Yungblud e Polo G)
- 2022 – I'm a Mess (Avril Lavigne feat. Yungblud)

## Filmografia
- The Lodge – serie TV, 6 episodi (2016)

## Riconoscimenti
MTV Video Music Awards
- 2020 – Candidatura al Miglior artista MTV Push esordiente[34]
- 2020 – Best Music Video agli NME Awards[35]
- 2020 – Candidatura al Miglior artista rivelazione[36]
- 2020 – Miglior artista MTV Push[37]